# Kerivoula flora
Kerivoula flora är en fladdermusart som beskrevs av Thomas 1914. Kerivoula flora ingår i släktet Kerivoula och familjen läderlappar. IUCN kategoriserar arten globalt som sårbar. Inga underarter finns listade i Catalogue of Life.
Denna fladdermus förekommer på Borneo och Små Sundaöarna. Fynd från det sydostasiatiska fastlandet tillhör troligen Kerivoula hardwickii eller en obeskriven art av samma släkte. Arten vistas i låglandet och i bergstrakter upp till 1500 meter över havet. Habitatet utgörs av ursprungliga skogar.